# Odo limitatus
Odo limitatus är en spindelart som beskrevs av Willis J. Gertsch och Davis 1940. Odo limitatus ingår i släktet Odo och familjen taggfotsspindlar. Inga underarter finns listade i Catalogue of Life.